# 向经源
向经源（1934年—2024年1月21日），湖北省广水市人。中华人民共和国政治人物。
东北军政大学毕业，1954年，进入中国人民解放军第六十四军190师569团任排长。1970年，担任抚顺市铝厂党委副书记厂革委会副主任。1974年，起先后任192师师长、第64军副军长，1985年，任第64集团军军长。1988年被授予少将军衔。1990年，调任辽宁省军区司令员。